# Distretto di Calango
Il distretto di Calango è uno dei sedici distretti della provincia di Cañete, in Perù. Si trova nella regione di Lima e si estende su una superficie di 530,89 chilometri quadrati.
Istituito il 4 novembre 1887, ha per capoluogo la città di Calango.